# Atletismo nos Jogos Mundiais Militares de 2011 - Lançamento de dardo masculino
A competição do lançamento de dardo masculino nos Jogos Mundiais Militares de 2011 aconteceu no dia 20 de julho no Estádio Olímpico João Havelange.

## Medalhistas[1]
| Ouro   | FIN Ari Pekka Mannio   |
| Prata  | GRE Spyridon Lempessis |
| Bronze | SLO Matija Kranjc      |

## Final[1]
| Pos.              | Atleta                 | País                   | Tempo | Notas |
| ----------------- | ---------------------- | ---------------------- | ----- | ----- |
| Medalha de ouro   | Ari Pekka Mannio       | Finlândia              | 82.48 |       |
| Medalha de prata  | Spyridon Lempessis     | Grécia                 | 76.35 |       |
| Medalha de bronze | Matija Kranjc          | Eslovênia              | 74.71 |       |
| 4                 | Kashinath Naik         | Índia                  | 74.17 | SB    |
| 5                 | Leonardo Gottardo      | Itália                 | 72.18 |       |
| 6                 | Franz Burghagen        | Alemanha               | 71.74 |       |
| 7                 | Georgios Iltsios       | Grécia                 | 71.55 |       |
| 8                 | Alexander Vieweg       | Alemanha               | 70.84 |       |
| 9                 | Martin Benak           | Eslováquia             | 67.04 |       |
| 10                | Adam Burke             | Estados Unidos         | 63.70 |       |
| 11                | Orielson Cabrera Rubio | Colômbia               | 63.36 |       |
| 12                | Moctar Djigui          | Mali                   | 63.05 |       |
| 13                | Aadel Almehairi        | Emirados Árabes Unidos | 57.97 |       |
| 14                | Angelo Mercuur         | Suriname               | 44.38 | SB    |